# Guillaume Martin-Guyonnet
Pour les articles homonymes, voir Martin et Martin (nom de famille).
Guillaume Martin-Guyonnet, né le 9 juin 1993 à Paris, est un coureur cycliste et philosophe français, professionnel depuis 2016 et membre de l'équipe Groupama-FDJ. Il a notamment été meilleur grimpeur du Tour d'Espagne 2020, troisième du Critérium du Dauphiné la même année, ainsi que huitième du Tour de France 2021.
Il est aussi l'auteur de plusieurs ouvrages traitant de la philosophie et de son application au sport. Il a été récompensé pour La Société du peloton. Philosophie de l’individu dans le groupe en 2023 par l'Académie française qui lui a décerné le prix Jacques-de-Fouchier.

## Biographie

### Jeunesse et formation
Les parents de Guillaume Martin sont professeurs, son père d'Aïkido et sa mère de théâtre. Originaire de Sainte-Honorine-la-Chardonne, il fait ses études secondaires au lycée Saint-Thomas-d'Aquin de Flers (Orne) en section sport-étude, dont l'entraîneur est Bruno Lepape. En 2010, il est reçu au baccalauréat L avec un an d'avance. Initié à la réflexion philosophique par la lecture d’Alain et de Nietzsche, il fait ensuite des études de philosophie. En 2015, il obtient un master à l'Université Paris-Nanterre.
Il est l'auteur de trois ouvrages inspirés par ses études, une pièce de théâtre, Platon vs. Platoche, et deux livres, Socrate à vélo, publié en 2019 et La société du peloton de 2021. Il y tente de rendre la philosophie accessible à tous, remettant en question, à la suite de Platon, la séparation corps-esprit.

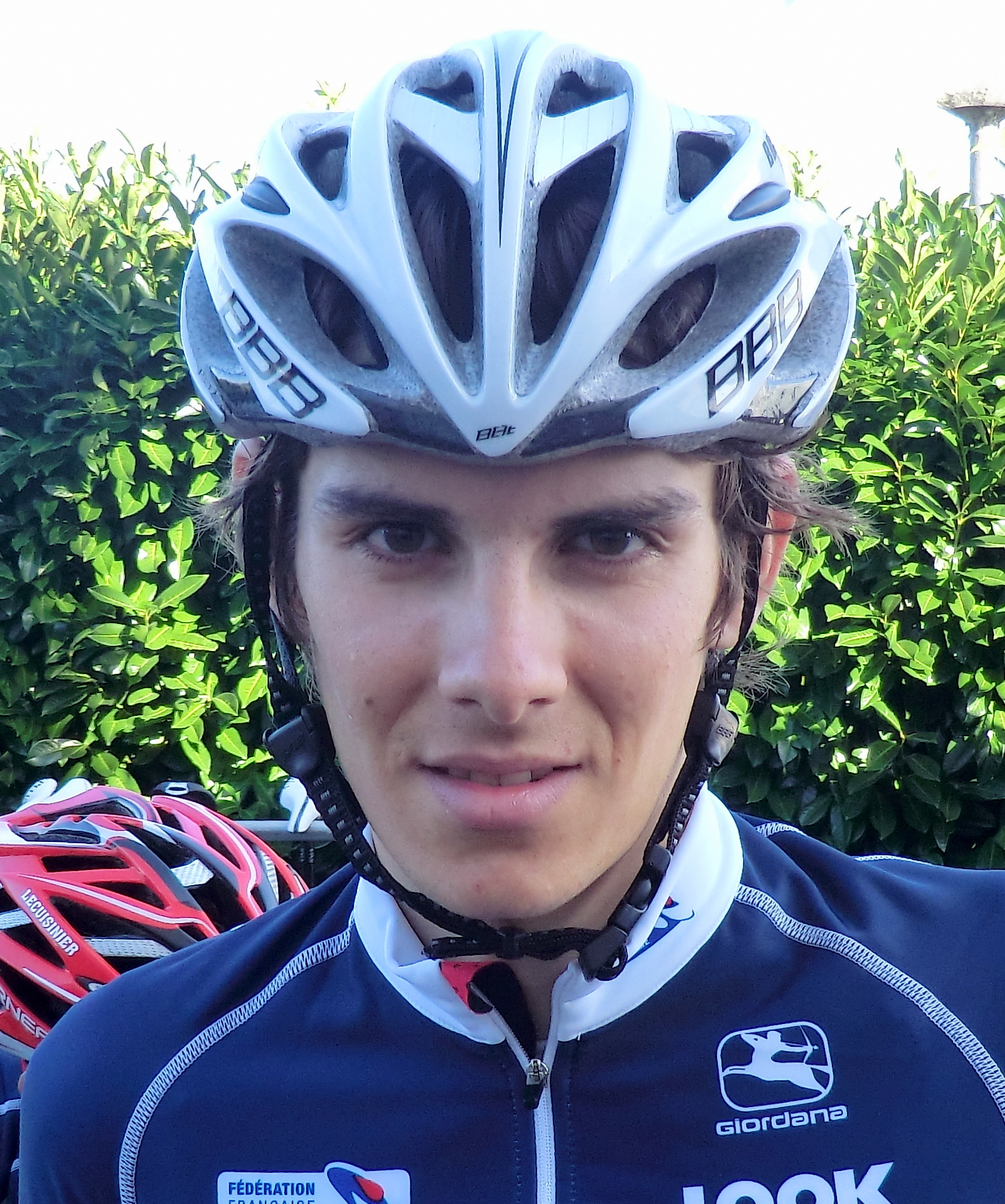
Guillaume Martin sous le maillot de l'équipe de France espoirs au matin du prologue du Tour de l'Ain 2013.

## Carrière

### Carrière chez les amateurs
En 2011, Guillaume Martin joue un rôle prépondérant lors du titre mondial de Pierre-Henri Lecuisinier chez les juniors. Durant cette saison, il est également vainqueur d'étape de la Course de la Paix juniors, troisième de Liège-La Gleize et du Rothaus Regio-Tour et dixième du championnat d'Europe sur route juniors.
En août 2014, il signe un contrat avec l'équipe FDJ.fr en tant que stagiaire.
En 2015, il gagne Annemasse-Bellegarde et retour, Liège-Bastogne-Liège espoirs et une étape du Tour de l'Avenir. Lors de ces deux dernières victoires, il bénéficie d'une erreur de signalisation envers ses poursuivants,. En fin d'année, il signe un contrat de deux ans avec l'équipe continentale professionnelle belge Wanty-Groupe Gobert.

### Carrière professionnelle

#### 2016-2019: Wanty-Groupe Gobert
Le début de saison de Guillaume Martin avec sa nouvelle équipe est contrarié par un syndrome de friction pré-patellaire qui l'empêche de s'entraîner correctement. Il débute ainsi sous ses nouvelles couleurs sur le Circuit de la Sarthe début avril avant de participer à ses premières épreuves WorldTour, la Flèche Wallonne (62e), Liège-Bastogne-Liège (120e) puis le Tour de Romandie. En juillet, il décroche plusieurs accessits, terminant quatre fois dans les six premiers, sur des étapes du Tour d'Autriche dont il prend la 2e place au général derrière Jan Hirt. Il récidive sur le Tour de l'Ain, 4e du général, après avoir terminé 4e et 5e sur les deux dernières étapes. En septembre, il conclut en onzième position le Tour de Grande-Bretagne. Il est remplaçant dans la sélection française constituée pour le premier championnat d'Europe sur route professionnel disputé à Plumelec.
Il commence sa deuxième saison au sein de l'équipe belge sur le Grand Prix La Marseillaise (25e) et obtient son premier résultat probant le 11 avril sur Paris-Camembert (15e). Fin mai, il passe proche de la victoire sur la deuxième étape du Tour du Jura, devancé par Pierpaolo Ficara, et s'adjuge la 3e place du général, remporté par son coéquipier Thomas Degand. Il enchaîne avec le Critérium du Dauphiné (18e). L'équipe Wanty-Groupe Gobert ayant obtenu en 2017 une invitation pour disputer le Tour de France, Guillaume Martin dispute pour la première fois cette course, comme ses huit coéquipiers. Durant ce Tour, il est chroniqueur pour le quotidien Le Monde. Il y décroche une 3e place lors de la huitième étape, devancé par Lilian Calmejane et Robert Gesink. Au sortir du Tour, il termine 6e de la Polynormande avant de remporter sa première victoire chez les professionnels, en août, sur le Tour du Limousin, levant les bras sur la dernière étape, en compagnie de son coéquipier Jérôme Baugnies. Au mois de septembre, il remporte son premier classement général pour une épreuve par étapes sur le Tour du Gévaudan Occitanie (UCI Europe Tour, catégorie 2.2), après avoir gagné la première étape entre Mende et Florac. Sur sa lancée, il s’adjuge en solitaire la deuxième étape du Tour de Toscane, ce qui lui permet de remporter également le classement général de cette course.
Durant la saison 2018, il remporte la troisième étape du Circuit de la Sarthe, ainsi que le classement général de cette course. Il se classe troisième du Tour du Finistère et des Boucles de l’Aulne. Il termine troisième meilleur jeune du Critérium du Dauphiné, où il se prépare pour son deuxième Tour de France. Guillaume Martin termine celui-ci à la 21e place du classement général, et troisième du classement du maillot blanc (meilleur jeune du Tour de France). Au mois d'août, Guillaume Martin annonce qu'il prolonge de deux ans le contrat qui le lie à son employeur.
En 2019, il gagne la quatrième étape du Tour de Sicile et termine deuxième du classement général de cette course. Il prend la huitième place du Tour de Catalogne. Lors du Critérium du Dauphiné, il est battu au sprint lors de la deuxième étape par son compagnon d'échappée Dylan Teuns. En juillet, il participe à son troisième Tour de France, qu'il termine à la 12e place. Le mois suivant, il s'engage avec l'équipe française Cofidis pour deux années.

#### 2020-2024: Cofidis

##### 2020: meilleur grimpeur sur la Vuelta

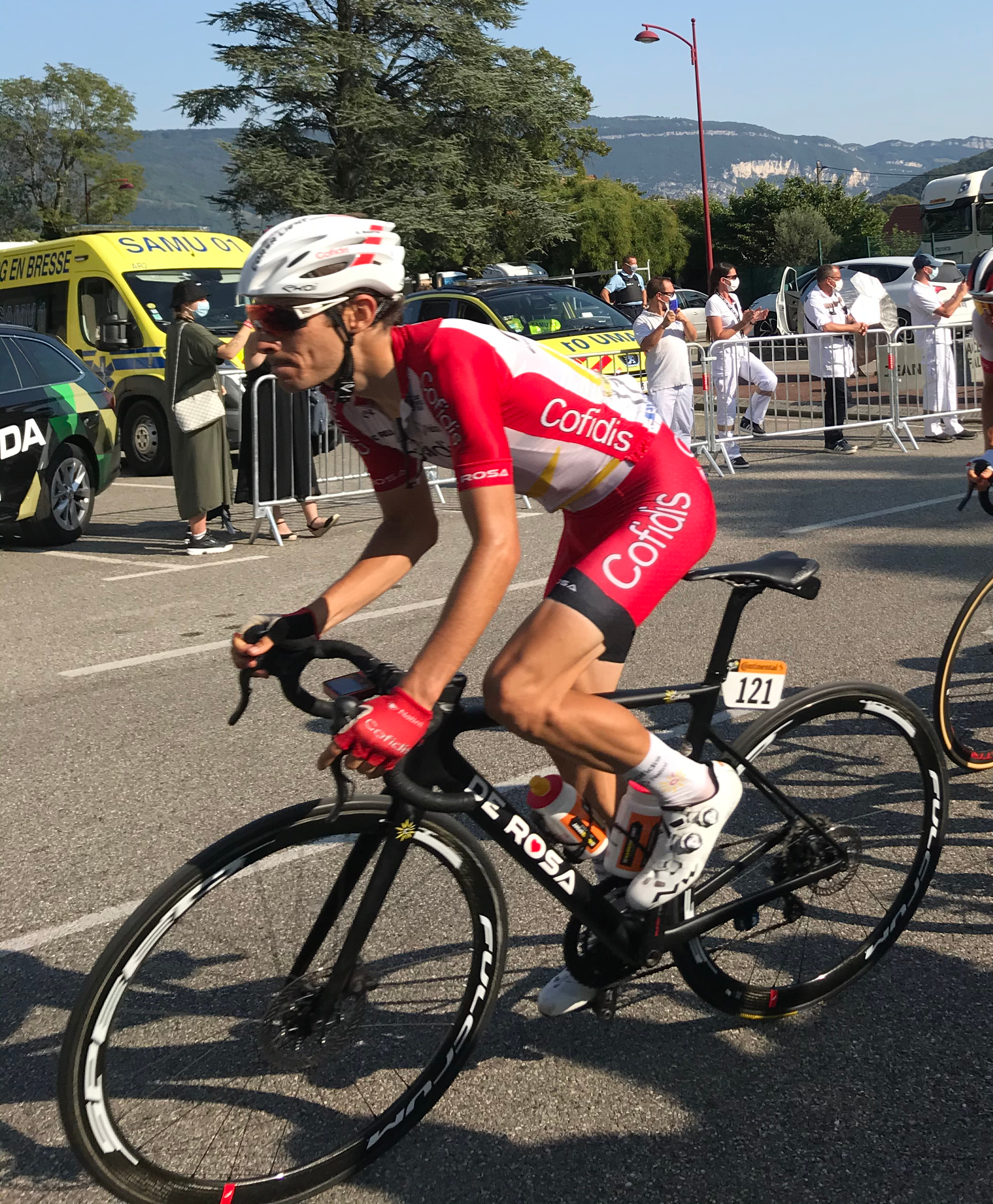
Guillaume Martin lors de la 15e étape du Tour de France 2020.

En août 2020, Guillaume Martin se classe troisième du Mont Ventoux Dénivelé Challenges et du Critérium du Dauphiné, où il signe son premier podium au classement général sur une course World Tour. En septembre, il s'illustre en terminant 11e du général et premier français du Tour de France. À l'issue de l'épreuve, Cofidis confirme vouloir construire une équipe autour de lui,. Il est sélectionné pour la course en ligne des championnats du monde. Le sélectionneur Thomas Voeckler indique qu'il est un des « lieutenants » de Julian Alaphilippe pour l'épreuve. Durant la course, comme neuf ans plus tôt, lors du sacre chez les juniors de Pierre-Henri Lecuisinier, il joue un rôle prépondérant dans le titre mondial d'Alaphilippe,,. Sur le Tour d'Espagne, il est piégé dans une bordure, et écarté de la course au classement général. À l'attaque tout au long de l'épreuve, il termine deuxième derrière Tim Wellens lors de la cinquième étape, puis remporte le classement du meilleur grimpeur.

##### 2021: top 10 et premier Français au Tour de France et à la Vuelta
Ses principaux objectifs de la saison 2021 sont le Critérium du Dauphiné, le Tour de France et la Vuelta. Fin janvier, une chute lors d'un entraînement en Sierra Nevada, le contraint à repousser sa reprise. Faisant ainsi l'impasse sur le Tour des Alpes-Maritimes et du Var, il commence sa saison le 27 février avec la Faun-Ardèche Classic, qu'il termine à la 16e place et enchaîne le lendemain avec la Royal Bernard Drôme Classic, où il finit 18e. Il participe ensuite à Paris-Nice du 7 au 14 mars. Diminué par sa reprise tardive, il termine cependant à la 6e place du classement général. Du 5 au 10 avril, il participe au Tour du Pays basque et termine 31e, « un bilan décevant ». Fin avril, il participe aux classiques ardennaises et termine 16e de la Flèche wallonne puis 15e de Liège-Bastogne-Liège. Le 24 mai, il remporte la première édition du Mercan'Tour Classic. Le même mois, il prend part au Critérium du Dauphiné et finit 20e, derrière les Français David Gaudu et Aurélien Paret Peintre.
Au Tour de France, son objectif est d’obtenir une victoire d'étape. Après 12 étapes et depuis le passage des Alpes, Guillaume Martin est le mieux classé des coureurs français au classement général, comme lors du Tour de France 2020. Il est 9e, à 4 minutes du 2e, Rigoberto Uran, et donc à 4 minutes d'un possible Podium à Paris. Échappé lors de la 14e étape, il reprend 5 minutes et 25 secondes aux favoris et se classe 2e du classement général, à 4 minutes et 4 secondes de Tadej Pogačar. Lors de la 15e étape, il perd le contact au sommet du Port d'Envalira avec le groupe des favoris, qui en profitent pour le distancer dans la descente, et il concède près de 4 minutes à ses adversaires, retrouvant sa 9e place au général. Il termine ce Tour 2021 à la 8e place, c'est le coureur français le mieux placé.
Sur la Vuelta, Martin participe à une échappée fleuve sur la 10e étape, ce qui lui permet de monter de la 20e à la 2e place au général. Il garde cette place jusqu'à la 17e étape, dans les Asturies, où il recule à la 5e place, après une chute survenue la veille. Il termine finalement neuvième et fait partie des seuls trois coureurs avec le colombien Egan Bernal et l'espagnol Enric Mas à avoir fait deux top 10 de Grands Tours en 2021. Se ressentant de sa chute de la Vuelta, il renonce à participer à la course en ligne des championnats d'Europe et est remplacé en sélection par Franck Bonnamour.

##### 2022: victoire au Tour de l'Ain
Pour la saison 2022, Guillaume Martin vise notamment deux grands tours : le Tour d'Italie et le Tour de France. Il déclare que le parcours de cette 105e édition du Tour d'Italie, peu de contre-la-montre et beaucoup de montagne peut lui convenir, en ajoutant que la période à laquelle il se déroule correspond souvent à son pic de forme,.
Il commence la saison en bonne forme, attaquant lors du Grand Prix La Marseillaise avant d'être repris par le peloton. Lors du Tour des Alpes-Maritimes et du Var, il termine troisième du classement général. Par la suite, il est cinquième de la Faun Ardèche Classic et deuxième de la Drôme Classic à trois secondes du vainqueur Jonas Vingegaard. Sur Paris-Nice, il perd du temps à cause d'un problème mécanique mais se montre offensif durant toute la compétition qu'il termine à la neuvième place. Il est ensuite huitième du Tour de Catalogne, où il signe quatre tops 10 d'étapes.
En mai, il participe à son premier Tour d'Italie, qu'il termine quatorzième, un bilan qu'il juge décevant. Cinquième du Mont Ventoux Dénivelé Challenges, il ne connait pas la réussite lors du Tour de France, où il est contraint à l'abandon avant le départ de la 9e étape, alors qu'il occupe la quatorzième du classement général provisoire. Testé positif au SARS-CoV-2, sans éprouver de symptômes, son abandon met fin à une série de 362 jours consécutifs de compétition de sa part sans abandon. C'est également la première fois qu'il ne termine pas un grand tour.
Un mois après son départ forcé du Tour, il gagne en solitaire la deuxième étape du Tour de l'Ain, après s'être détaché d'un groupe d'échappés dans les deux derniers kilomètres. Il endosse le maillot jaune, qu'il parvient à garder à l'issue de la troisième et dernière étape, remportant ainsi le classement général. En fin de saison, il décroche sept nouveau tops 10, dont une troisième place sur la Coppa Sabatini, où il arrive pour la gagne dans un groupe de cinq, ainsi qu'une quatrième place sur la Polynormande.

##### 2023-2024: deux dernières saisons sans victoires chez Cofidis
En 2023, Guillaume Martin ne lève pas les bras, mais décroche de nombreuses places d'honneur comme à son habitude. Il est troisième du Tour du Jura et de la Japan Cup, ainsi que sixième de Liège-Bastogne-Liège et du Critérium du Dauphiné. Il décroche de justesse un top 10 au Tour de France lors de l'étape des Vosges, à la veille des Champs-Élysées, grâce à la chute de Sepp Kuss.
Il connait une saison 2024 décevante, à l'image de toute l'équipe Cofidis. Ses meilleures performances sont une troisième place du Tour du Jura et une dixième place sur la Flèche wallonne. Sur les grands tours, il ne réédite pas ses exploits passés, terminant 13e du Tour de France et 15e du Tour d'Espagne.

#### 2025: Groupama-FDJ
Il rejoint en 2025 l'équipe Groupama-FDJ pour deux saisons. Pour ses premières courses sous ses nouvelles couleurs, il termine onzième de la Classic Var puis sixième du Tour des Alpes-Maritimes. 
Début mars, il se classe douzième de l'Ardèche Classic. Il termine ensuite treizième de Paris-Nice puis douzième du Tour du Pays basque. Le 18 avril, il remporte en solitaire la Classic Grand Besançon Doubs, sa première victoire depuis 2022. Le lendemain, il gagne le Tour du Jura devant Clément Berthet.

### Style et prises de positions

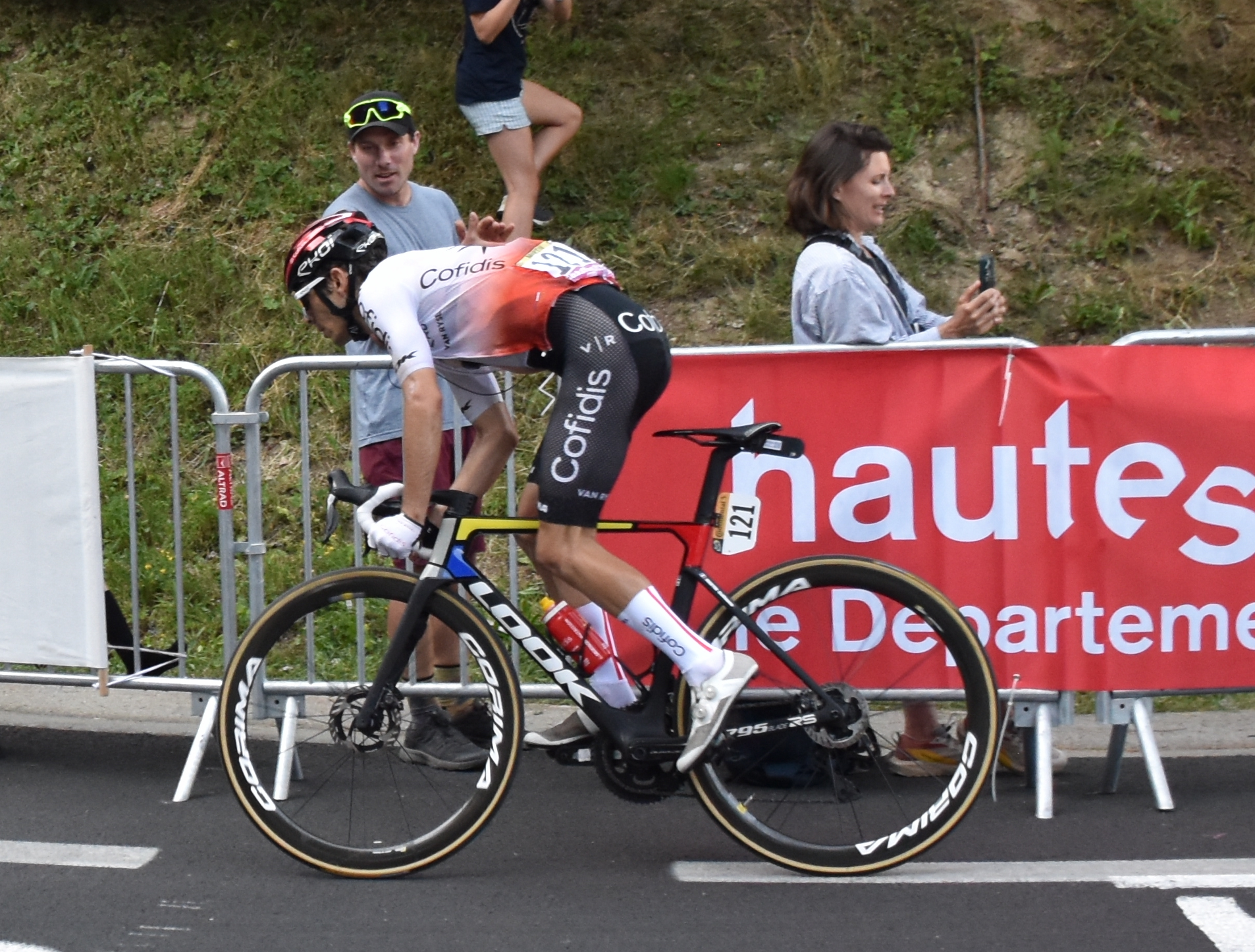
Guillaume Martin - Tour de France 2023 -.

Guillaume Martin est un grimpeur dont la principale force est la régularité. Cédric Vasseur, manager général de l'équipe Cofidis était le seul à croire en lui pour jouer un classement général. Guillaume Martin progresse d'année en année sur le Tour de France (23e en 2017, 21e en 2018, 12e en 2019, 11e en 2020, 8e en 2021). En 2021, il parvient à terminer dans le top 10 du Tour de France puis du Tour d'Espagne. Martin parvient à suivre les favoris en montagne mais n'a pas le « punch » nécessaire pour lancer une attaque tranchante distançant ses concurrents, cela s'est notamment vu lors du Tour de France 2021 où il visait une victoire d'étape mais n'y a jamais réussi et, ironie du sort, a gagné des places au classement général (il a été temporairement 2e) alors qu'il avait décidé de ne pas en faire un objectif, chose qu'il a également reproduite à la Vuelta quelques semaines plus tard. Son second point faible est le contre-la-montre bien qu'il s'entraîne à progresser dans ce domaine.
Interrogé sur la radio France Bleu Nord à propos des suspicions de dopage qui ont émaillé la fin du Tour de France 2020, Guillaume Martin répond : « Il y a toujours eu de la suspicion dans notre sport, le cyclisme est associé au dopage. C'est comme ça. on a appris à vivre avec. Je ne peux pas me permettre de réfléchir ainsi au sujet des coureurs qui m'ont devancé sinon j'arrête de faire du vélo. »
Le 21 juin 2021, Guillaume Martin est invité de La Boîte à Questions sur Canal+ et évoque notamment les deux plus grands clichés du cyclisme, à savoir « les jambes rasées » et « le tous-dopés ». Au sujet du premier, le coureur explique cette pratique pour faciliter le retrait des pansements et au sujet du second, il déclare que le cyclisme est beaucoup plus propre qu'avant, qu'il pâtit encore d'une réputation passée mais est devenu l'un des sports les plus propres et contrôlés. 
Le 24 novembre 2021, Guillaume Martin participe à un échange de questions-réponses avec quatre abonnés du journal Ouest-France. Il y évoque plusieurs sujets notamment sa passion du sport qu'il tient depuis l'enfance, ses objectifs mais aussi son refus de l'abandon et critique Mathieu van der Poel à ce sujet : le néerlandais ayant « gagné une étape, porté le Maillot jaune, attaqué dans tous les sens » sur le Tour de France pour finalement abandonner au bout d'une semaine afin de préparer les Jeux olympiques, ce qui « n'est pas l'esprit du sport » pour Martin. 
Dans le même article, il déclare qu'« il n'y a pas un monde d'écart entre Pogačar et [lui] ». Le lendemain, lors d'un entretien au site Cyclismactu.net, Guillaume Martin revient sur cette phrase [sortie] de son contexte. S'il reconnaît que le jeune Slovène est plus fort que lui, Martin garde tout de même un espoir de le battre, ce qu'il a fait lors du Critérium du Dauphiné 2020 où il était en excellente forme. Au sujet de l'expression « monde d'écart », le Français précise que s'il est effectivement moins fort, il « ne termine pas à un quart d'heure de Pogačar » ou de Primož Roglič à l'issue des étapes mais parvient à rester dans le groupe des favoris pour terminer avec un écart assez minime.
Dans ce même entretien, Guillaume Martin est interrogé sur le sujet des cétones et sur une impression de « cyclisme à deux vitesses » abordée par d'autres coureurs français comme Arnaud Démare et Romain Bardet peu avant ou encore Thibaut Pinot et Warren Barguil en début d'année. Le coureur de la Cofidis « ne pense pas » et « n'espère pas qu'il y ait du dopage lourd dans le cyclisme actuellement » mais que les cétones, substance utilisée comme complément alimentaire par certaines équipes, se situent dans une zone grise. À titre personnel, Martin est « favorable à leur interdiction » tout comme le Mouvement pour un cyclisme crédible, association dont son équipe et lui-même sont membres. Il déclare également respecter fermement la présomption d'innocence, refuse de juger un coureur visé par de simples suspicions ne reposant pas sur une preuve et préfère se concentrer sur son propre travail. 
Lors d'un entretien à Ouest-France le 8 décembre 2021, Bernard Hinault donne son avis sur les coureurs normands. Au sujet de Guillaume Martin, il déclare qu'il ne doit pas jouer le classement général car « il n’est pas assez bon en contre-la-montre » et « ne domine personne » en montagne, loin des « costauds comme Pogačar ». Le Blaireau lui conseille la même chose qu'il conseille aux autres coureurs français, à savoir d'oublier complètement le classement général, perdre beaucoup de temps volontairement pour que le peloton le laisse partir en échappée afin de « gagner deux ou trois belles étapes », estimant que Martin en a les capacités. Néanmoins, le Vélosophe ne compte pas délaisser le classement général, « l'essence d'une course par étapes » qui correspond à « [ses] qualités de régularité et d'endurance ». Il déclare notamment s'être rendu compte lors du Tour 2021 que jouer le classement général était ce qui lui plaisait le plus, alors qu'il n'en avait pas fait son objectif.  
Lors d'un entretien au Parisien le 6 janvier 2022, Guillaume Martin est à nouveau interrogé sur les zones grises, produits non-interdits détournés par certaines équipes. Il déclare refuser de crier au « tous les autres sont dopés » ou évoquer une hausse brutale de niveau en un hiver car il ne l'a pas vu, et « [serait] très surpris si on découvrait aujourd'hui un dopage généralisé dans le cyclisme ». Martin réitère son appartenance au MPCC et son refus des cétones, estimant que « la fédération internationale [devrait] se [positionner] sur cette différence entre les équipes ».
Le 6 juin 2022, le lendemain de la 14e victoire de Rafael Nadal à Roland-Garros, Guillaume Martin réagit au tweet de Thibaut Pinot ironisant sur les nombreuses infiltrations de xylocaïne que le tennisman a reçues pour pouvoir jouer malgré sa maladie incurable au pied gauche. Martin va dans le même sens que son compatriote, ayant « du mal à comprendre » les infiltrations de Nadal, chose « impossible dans le vélo » et reprend l'un des préceptes du MPCC, à savoir de ne pas faire de compétition si l'on est malade ou blessé. Le Normand déplore un « deux poids-deux mesures » : des sportifs comme Nadal sont « [encensés] pour être capable d'aller aussi loin dans la douleur » alors qu'« ils s'aident de substances pour aller loin dans la douleur » ; ce que Martin qualifie de « très limite » ; alors que, pour un coureur cycliste qui « ferait la même chose, déjà c'est interdit, mais quand bien même ça ne le serait pas, tout le monde lui tomberait dessus en le qualifiant de dopé parce qu'il y a un tel arrière-plan culturel, de tels clichés attachés au vélo. […] Le vainqueur dans le vélo, en particulier celui du Tour, même s'il n'y a aucun élément derrière, il est systématiquement accusé de dopage »,.
Le 28 juin 2023, dans un entretien accordé à l'AFP, il fait part d'une « certaine forme de culpabilité » en pratiquant son sport qui promeut les mobilités douces mais contribue aussi au réchauffement climatique.
Le 28 juin 2024, à la veille du départ du Tour de France et à deux jours du premier tour des élections législatives, il prend position contre le Rassemblement national, notamment en ces termes : « Le sport, c’est aller à la rencontre de l’autre, c’est franchir des cols et ce n’est pas mettre des frontières. ».

## Palmarès sur route

### Palmarès amateur
| - 2010 - 2e étape du Grand Prix Fernand-Durel - 2011 - 1re étape de la Course de la Paix juniors - 2e étape du Grand Prix Fernand-Durel - 3e de Liège-La Gleize - 3e du Rothaus Regio-Tour - 3e du Prix de la Saint-Laurent Juniors - 10e du championnat d'Europe sur route juniors - 2013 - 3e et 4e étapes du Tour du Jura - 2e du Tour du Jura - 3e des Boucles guégonnaises | - 2014 - 2e du Tour de Franche-Comté - 2e du Tour de Côte-d'Or - 3e du championnat de Franche-Comté - 2015 - Annemasse-Bellegarde et retour - Liège-Bastogne-Liège espoirs - Circuit des Remparts - 5e étape du Tour de l'Avenir - Prix de Marchaux - 2e du Grand Prix du Pays de Montbéliard - 3e du Grand Prix de Saint-Étienne Loire - 3e du Grand Prix de Vougy |  |

### Palmarès professionnel
| - 2016 - 2e du Tour d'Autriche - 2017 - 4e étape du Tour du Limousin - Tour du Gévaudan Languedoc-Roussillon : - Classement général - 1re étape - Tour de Toscane : - Classement général - 2e étape - 3e du Tour du Jura - 2018 - Circuit de la Sarthe : - Classement général - 3e étape - 3e du Tour du Finistère - 3e des Boucles de l'Aulne - 2019 - 4e étape du Tour de Sicile - 2e du Trofeo Ses Salines-Campos-Porreres-Felanitx - 2e du Tour de Sicile - 3e du Tour du Limousin-Nouvelle Aquitaine - 3e du Tour du Doubs - 3e du Mémorial Marco Pantani - 8e du Tour de Catalogne - 2020 - Classement de la montagne du Tour d'Espagne - 3e de la Classic de l'Ardèche - 3e du Mont Ventoux Dénivelé Challenges - 3e du Critérium du Dauphiné | - 2021 - Mercan'Tour Classic Alpes-Maritimes - 6e de Paris-Nice - 8e du Tour de France - 9e du Tour d'Espagne - 2022 - Tour de l'Ain : - Classement général - 2e étape - 2e de la Drôme Classic - 3e du Tour des Alpes-Maritimes et du Var - 3e de la Coppa Sabatini - 8e du Tour de Catalogne - 9e de Paris-Nice - 2023 - 3e du Tour du Jura - 3e de la Japan Cup - 6e de Liège-Bastogne-Liège - 6e du Critérium du Dauphiné - 10e du Tour de France - 2024 - 3e du Tour du Jura - 10e de la Flèche wallonne - 2025 - Classic Grand Besançon Doubs - Tour du Jura - 10e du Critérium du Dauphiné |  |

### Résultats dans les grands tours

#### Tour de France
8 participations
- 2017 : 23e
- 2018 : 21e
- 2019 : 12e
- 2020 : 11e
- 2021 : 8e
- 2022 : non-partant (9e étape)
- 2023 : 10e
- 2024 : 13e
- 2025 : 16e

#### Tour d'Italie
1 participation
- 2022 : 14e

#### Tour d'Espagne
3 participations
- 2020 : 14e,  vainqueur du classement de la montagne
- 2021 : 9e
- 2024 : 15e

## Classements mondiaux
| Année                                 | 2014 | 2015 | 2016 | 2017 | 2018 | 2019 | 2020 | 2021 | 2022 | 2023 | 2024 |
| ------------------------------------- | ---- | ---- | ---- | ---- | ---- | ---- | ---- | ---- | ---- | ---- | ---- |
| Classement mondial                    |      |      | 314e | 128e | 103e | 45e  | 18e  | 49e  | 35e  | 36e  | 119e |
| UCI Europe Tour                       | 549e | 225e | 184e | 68e  | 31e  | 35e  | 16e  | 41e  | 29e  | 33e  | 96e  |
| UCI Asia Tour                         | nc   | nc   | nc   | 423e | 495e |      |      |      |      |      |      |
|                                       |      |      |      |      |      |      |      |      |      |      |      |
| Légende : nc = non classéSource : UCI |      |      |      |      |      |      |      |      |      |      |      |

## Ouvrages
- Platon Vs. Platoche, Éditions L'Harmattan, 2019
- Socrate à vélo, Grasset, 2020
- La société du peloton, Philosophie de l’individu dans le groupe , Grasset, 2021
- Les Gens qui rêvent, Editions Grasset, 2024